# 忻江明
忻江明（1872年—1939年），字祖年，晚号鹤巢。浙江省鄞縣人。清朝政治人物。
同治十一年（1872）出生。光緒三十年，會試第一百八十二名；殿試登進士三甲六十八名，分發為知縣。历官安徽桐城、望江、宁国、潜山知县。辛亥革命後歸里，晚年在上海助张寿镛编校《四明清诗略》。1939年元旦去世。著有《鹤巢诗文存》。